# Flughafen Datong-Yungang

i7
i11
i13
Der Flughafen Datong-Yungang (chinesisch 大同云冈机场, Pinyin Dàtóng Yúngāng Jīchǎng, IATA-Code: DAT, ICAO-Code: ZBDT) ist der Verkehrsflughafen der Stadt Datong in der Provinz Shanxi der Volksrepublik China. Er liegt im Kreis Yunzhou. Der Flughafen ist nach dem Flughafen Taiyuan-Wusu der zweitgrößte Flughafen der Provinz Shanxi und wurde im Dezember 2005 nach vierjähriger Bauzeit eröffnet.